# Thomas von Cori
Thomas von Cori OFM (* 4. Juni 1655 in Cori, Latium, Italien; † 11. Januar 1729 in Civitella, Italien) war ein italienischer Franziskaner und Priester. Er ist ein Heiliger in der katholischen Kirche.

## Leben
Thomas war nach dem Tod seiner Eltern als Schafhirte tätig, um seine Schwestern finanziell zu unterstützen. Nachdem beide durch Heirat versorgt waren, schloss er sich dem Franziskanerorden an, wo er sein Noviziat in Orvieto absolvierte. 1683 empfing er die Priesterweihe. Er lebte ab 1684 bis zu seinem Tod als Eremit im Franziskanerkloster von Civitella. Von 1703 bis 1709 war Thomas Guardian des Konvents von Palombara, wo er ebenfalls einen ritiro einrichtete, für den er eine Regel verfasste, wie er es bereits für Bellegra getan hatte. Gleichzeitig wirkte Thomas als beliebter und erfolgreicher Volksprediger im Gebiet von Subiaco.

## Seligsprechung und Heiligsprechung
Thomas wurde von Papst Pius VI. 1785 selig- und von Papst Johannes Paul II. am 21. November 1999 heiliggesprochen. In der Zeremonie im Petersdom erfolgte auch die Kanonisation von Benedetto Menni sowie von Cirilo Bertrán mit acht Gefährten und Inocencio de la Inmaculada.